# Karol Sycylijski (książę Castro)
Karol, książę Castro, właśc. Carlos de Borbón-Dos Sicilias (ur. 24 lutego 1963 w Saint-Raphaël) – książę Obojga Sycylii, książę Castro, jeden z dwóch pretendentów do tytułu głowy Królewskiej Rodziny Burbonów Sycylijskich (z linii Castro), honorowy obywatel Londynu.

## Życiorys
Karol uczył się najpierw w Instytucie Stowarzyszenia Maryjnego w Tulonie, we Francji. Potem studiował w Collège Stanislas de Paris, w Nicei, a następnie na uniwersytecie w Paryżu. Po ukończeniu studiów przez trzy lata pracował na Manhattanie, w firmie zajmującej się public relations. Książę biegle włada językiem włoskim, francuskim i angielskim.

## Odznaczenia
Ordery:
- Państwowe:
  - Krzyż Wielki Orderu Zasługi Republiki (Włochy)
  - baliw Krzyża Wielkiego Honoru i Dewocji Kawalerów Maltańskich (Zakon Maltański)
  - Krzyż Wielki Orderu Vasco Núñeza de Balboa (Panama)
  - Krzyż Wielki Orderu Juana Mory Fernandeza (Kostaryka)
  - Wielka Wstęga Orderu Zasługi (Liban)
  - Order Unifikacji (Jemen)
  - Krzyż Wielki Orderu Świętej Agaty (San Marino)
  - Krzyż Wielki Orderu Świętego Karola (Kolumbia)
  - Krzyż Wielki Orderu Pro Merito Melitensi – klasa specjalna (Zakon Maltański)
  - Krzyż Wielki Orderu Narodu (Antigua i Barbuda)
  - Wielki Oficer Orderu Grimaldich (Monako)
- Prywatne:
  - 10. Wielki Mistrz Orderu Świętego Januarego
  - 9. Wielki Mistrz Orderu Świętego Ferdynanda
  - 54. Wielki Mistrz Konstantyńskiego Orderu Świętego Jerzego,
  - 9. Wielki Mistrz Orderu Świętego Jerzego od Połączenia
  - 8. Wielki Mistrz Orderu Franciszka I
  - Order Annuncjaty
  - Krzyż Wielki Orderu Świętych Maurycego i Łazarza
  - Krzyż Wielki Orderu Daniły I (Czarnogóra)
  - Krzyż Wielki Królewskiego Orderu Domowego (Tonga)
  - Krzyż Wielki Patriarchalnego Orderu Świętego Krzyża Jerozolimskiego (kościół melchicki)
  - Krzyż Wielki Orderu Niepokalanej Matki Boskiej z Vila Viçosa (Portugalia)

## Życie prywatne
Jedyny syn Ferdynanda Marii, księcia Castro, i jego żony – francuskiej arystokratki Chantal de Chevron-Villette. Ma dwie starsze siostry. Został ochrzczony jako Carlo Maria Bernardo Gennaro. Do 2008 używał tytułu księcia Kalabrii.
31 października 1998 w Montecarlo (Monako) ożenił się z Włoszką Camillą Crociani (ur. 1971). On i jego żona noszą tytuł Królewskich Wysokości, Księcia i Księżnej Castro. Para ma dwoje dzieci:
- księżniczkę Marię-Karolinę Chantal Edwardę Beatrycze Januarię Burbon-Syclijską, księżną Palermo (ur. 23 czerwca 2003 w Rzymie)[2],
- księżniczkę Marię-Klarę Amalię Karolę Ludwikę Karmen Burbon-Sycylijską, księżną Capri (ur. 1 stycznia 2005 w Rzymie)[3].

W 2009 został ojcem chrzestnym księcia Gastona Orleańskiego, syna Jana, księcia Vendôme i jego żony, Philomeny de Tornos y Steinhart. W 2011 został ojcem chrzestnym księżniczki Józefiny Duńskiej, młodszej córki Fryderyka, następcy tronu Danii i jego żony, Mary Donaldson.